# Хаулетт, Дуг
Дуглас Чарльз «Дуг» Хаулетт (англ. Douglas Charles «Doug» Howlett, родился 21 сентября 1978 в Окленде) — новозеландский регбист, выступавший за сборную Новой Зеландии на позициях винга и фуллбэка. В рейтинге регбистов с наибольшим количеством занесённых попыток в играх за сборные занимает 7-е место с 49 попытками, при этом является абсолютным лидером «Олл Блэкс» по числу занесённых попыток.

## Карьера
Дуг Хаулетт родился в Окленде, там же начал заниматься регби. Также Хаулетт занимался лёгкой атлетикой, был перспективным спринтером и даже участвовал в чемпионате мира по лёгкой атлетике среди юниоров в 1998 году и на стометровке показал высокий результат 10.94.
В Супер 12 новозеландец дебютировал в 1997 году в составе «Хайлендерс», но основную часть карьеры провёл в составе домашней команды «Блюз», с которой стал чемпионом Супер-12 в 2003 году.
В 2008 году переехал в Ирландию, где играл за Манстер. Завершил карьеру игрока в 2013 году.
В составе сборной Новой Зеландии дебютировал летом 2000 года. В составе «All Blacks» пять раз становился победителем Кубка трёх наций и участвовал в двух чемпионатах мира.
На чемпионате мира 2003 года Хаулетт был основным вингером сборной. В матчах группового этапа с итальянцами, валлийцами и тонганцами он заносил по две попытки, еще раз набрал очки в матче за третье место с французами. Семь попыток Хаулетта стали лучшим результатом на этом мировом первенстве (также 7 попыток заработал его товарищ по команде Милс Мулиайна).
В первом матче чемпионата мира 2007 года против Италии Хаулетт совершил три попытки, сравнявшись с рекордсменом сборной Кристианом Калленом по общему количеству попыток (по 46). В матче третьего тура с шотландцами Хаулетт стал единоличным лидером сборной, совершив дубль. Последнюю в сборной, 49-ю, попытку новозеландец заработал в игре последнего тура с румынами.
По числу попыток на чемпионатах мира, однако, занимает второе место с 13 попытками (первое место у Джоны Лому, 15 попыток).

## Вне регби
У Дуга есть брат Фил, игрок в регбилиг, выступавший за сборную Тонга.
22 февраля 2007 года Хаулетт основал благотворительный фонд «The Doug Howlett Outreach Foundation», который помогает новозеландским детям в возрасте от 8 до 14 лет заниматься спортом: регби, регбилиг или нетбол (в частности, на его средства закупаются книги и спортивный инвентарь).
В 2013—2019 годах Хаулетт также был главой отдела коммерции и маркетинга при клубе «Манстер», пока не ушёл в отставку в мае 2019 года, чтобы проводить больше времени с семьёй в Новой Зеландии.

## Скандалы
- 24 мая 2003 года после победы «Блюз» в финальном матче Супер 12 над «Крусейдерс» Хаулетт и его одноклубник Милс Мулиаина устроили драку в оклендском баре Spy Bar, которая началась с того, что Хаулетт швырнул стакан в бармена. В результате Мулиаина получил травму глаза и перелом носа[3].
- 9 октября 2007 года Хаулетт был арестован полицией по обвинению в том, что нанёс ущерб двум автомобилям у отеля Hilton, недалеко от аэропорта Хитроу[4]. За несколько дней до этого «Олл Блэкс» проиграли французам четвертьфинальный поединок чемпионата мира[5].
- 23 декабря 2010 года Хаулетт был арестован полицией во второй раз после того, как напился на рождественской вечеринке своей команды в Килкенни-Сити[6]. Тем не менее, он не был оштрафован полицией, вследствие чего возникли вопросы о том, что случилось в ту ночь. В августе 2011 года газета Irish Sun принесла официальные извинения за опубликованный материал, признав серию ошибок в материале: Хаулетта перепутали с другим человеком.

## Достижения

### Клубные
- Чемпион Кельтской Лиги: 2008/2009, 2010/2011
- Победитель Кубка Хейнекен: 2007/2008

### В сборной
- Победитель Кубка трёх наций: 2002, 2003, 2005, 2006, 2007